# Депце
Депце (алб. Depcë) је насеље у Србији у општини Прешево у Пчињском округу. Према попису из 2022. било је 288 становника.

## Демографија
У насељу Депце живи 329 пунолетних становника, а просечна старост становништва износи 27,0 година (27,7 код мушкараца и 26,4 код жена). У насељу има 79 домаћинстава, а просечан број чланова по домаћинству је 5,58.
Ово насеље је великим делом насељено Албанцима (према попису из 2002. године), а у последња три пописа, примећен је пад у броју становника.
|  |

| Демографија | Демографија | Демографија |
| Година      | Становника  | Становника  |
| ----------- | ----------- | ----------- |
| 1948.       | 663         |             |
| 1953.       | 693         |             |
| 1961.       | 758         |             |
| 1971.       | 735         |             |
| 1981.       | 587         |             |
| 1991.       | 544         | 543         |
| 2002.       | 441         | 507         |
| 2022.       | 288         |             |

| Етнички састав према попису из 2002.‍ | Етнички састав према попису из 2002.‍ | Етнички састав према попису из 2002.‍ | Етнички састав према попису из 2002.‍ | Етнички састав према попису из 2002.‍ |
| ------------------------------------ | ------------------------------------ | ------------------------------------ | ------------------------------------ | ------------------------------------ |
|                                      |                                      |                                      |                                      |                                      |
| Албанци                              | Албанци                              |                                      | 423                                  | 95,91%                               |
| непознато                            | непознато                            |                                      | 17                                   | 3,85%                                |

| Година пописа     | 1948. | 1953. | 1961. | 1971. | 1981. | 1991. | 2002. |
| ----------------- | ----- | ----- | ----- | ----- | ----- | ----- | ----- |
| Број домаћинстава | 103   | 91    | 95    | 107   | 72    | 71    | 79    |

| Број чланова      | 1 | 2 | 3  | 4  | 5  | 6  | 7 | 8  | 9 | 10 и више | Просек |
| ----------------- | - | - | -- | -- | -- | -- | - | -- | - | --------- | ------ |
| Број домаћинстава | 0 | 6 | 11 | 12 | 16 | 13 | 3 | 10 | 2 | 6         | 5,58   |

| Пол    | Укупно | Неожењен/Неудата | Ожењен/Удата | Удовац/Удовица | Разведен/Разведена | Непознато |
| ------ | ------ | ---------------- | ------------ | -------------- | ------------------ | --------- |
| Мушки  | 169    | 88               | 76           | 2              | 0                  | 3         |
| Женски | 172    | 87               | 79           | 6              | 0                  | 0         |
| УКУПНО | 341    | 175              | 155          | 8              | 0                  | 3         |

| Пол    | Укупно                    | Пољопривреда, лов и шумарство | Рибарство                            | Вађење руде и камена | Прерађивачка индустрија       |
| ------ | ------------------------- | ----------------------------- | ------------------------------------ | -------------------- | ----------------------------- |
| Мушки  | 65                        | 65                            | 0                                    | 0                    | 0                             |
| Женски | 75                        | 75                            | 0                                    | 0                    | 0                             |
| УКУПНО | 140                       | 140                           | 0                                    | 0                    | 0                             |
| Пол    | Производња и снабдевање   | Грађевинарство                | Трговина                             | Хотели и ресторани   | Саобраћај, складиштење и везе |
| Мушки  | 0                         | 0                             | 0                                    | 0                    | 0                             |
| Женски | 0                         | 0                             | 0                                    | 0                    | 0                             |
| УКУПНО | 0                         | 0                             | 0                                    | 0                    | 0                             |
| Пол    | Финансијско посредовање   | Некретнине                    | Државна управа и одбрана             | Образовање           | Здравствени и социјални рад   |
| Мушки  | 0                         | 0                             | 0                                    | 0                    | 0                             |
| Женски | 0                         | 0                             | 0                                    | 0                    | 0                             |
| УКУПНО | 0                         | 0                             | 0                                    | 0                    | 0                             |
| Пол    | Остале услужне активности | Приватна домаћинства          | Екстериторијалне организације и тела | Непознато            | Непознато                     |
| Мушки  | 0                         | 0                             | 0                                    | 0                    | 0                             |
| Женски | 0                         | 0                             | 0                                    | 0                    | 0                             |
| УКУПНО | 0                         | 0                             | 0                                    | 0                    | 0                             |